# Distretto di Pacaycasa
Il distretto di Pacaycasa è uno dei quindici distretti della provincia di Huamanga, in Perù. Si trova nella regione di Ayacucho e si estende su una superficie di 41,8 chilometri quadrati.

Istituito il 26 giugno 1956, ha per capitale la città di Pacaycasa; nel censimento del 2005 contava 3.705 abitanti.